# 格羅寧根圍城戰
格羅寧根圍城戰是法荷戰爭中的一場戰役，發生於1672年7月9日至8月17日間。這場荷蘭的勝利終結了所有明斯特主教國想要攻入荷蘭內部的希望。明斯特主教國的軍隊太弱以至於荷軍接下來成功收復先前幾周的失土。每年8月28日，格羅寧根都會慶祝他們當年的勝利。

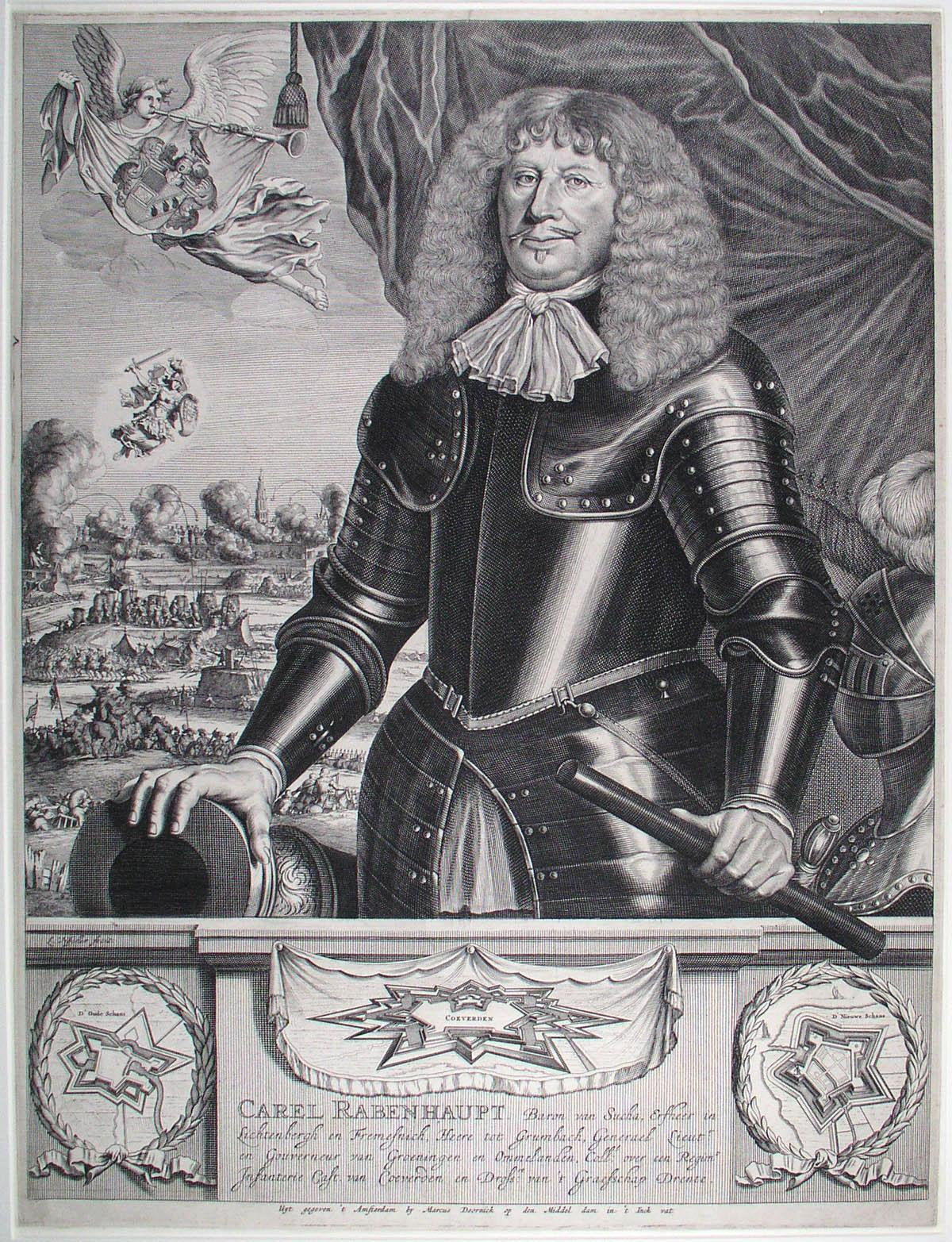
卡爾·馮·拉本豪普（英语：Carl von Rabenhaupt） (1602年–1675年)
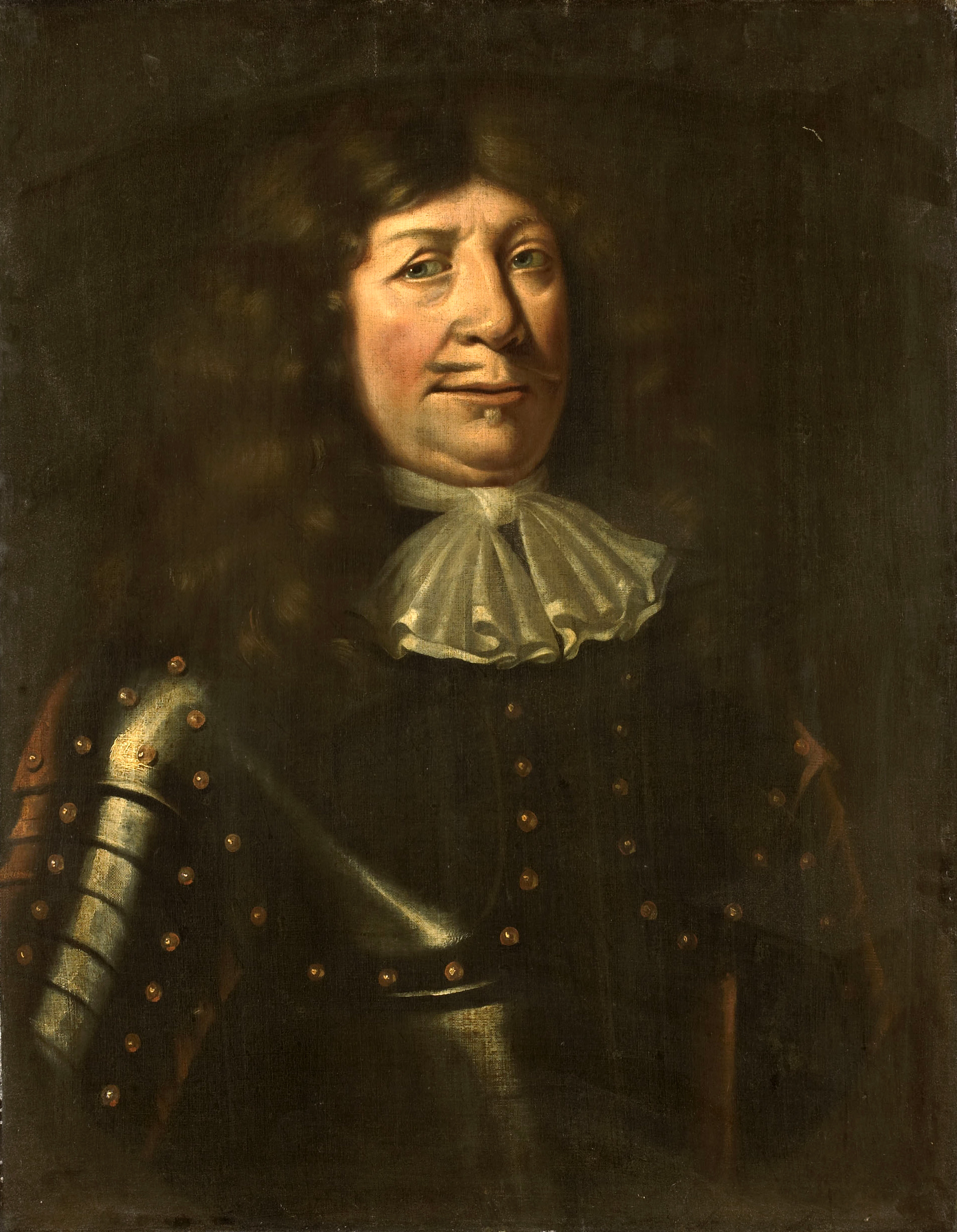
卡爾·馮·拉本豪普（英语：Carl von Rabenhaupt） (1602年–1675年)
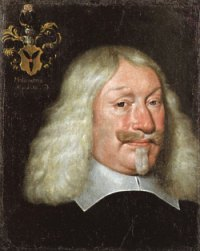
伯恩哈德·凡·加能（英语：Berend van Galen） (1606年–1678年)
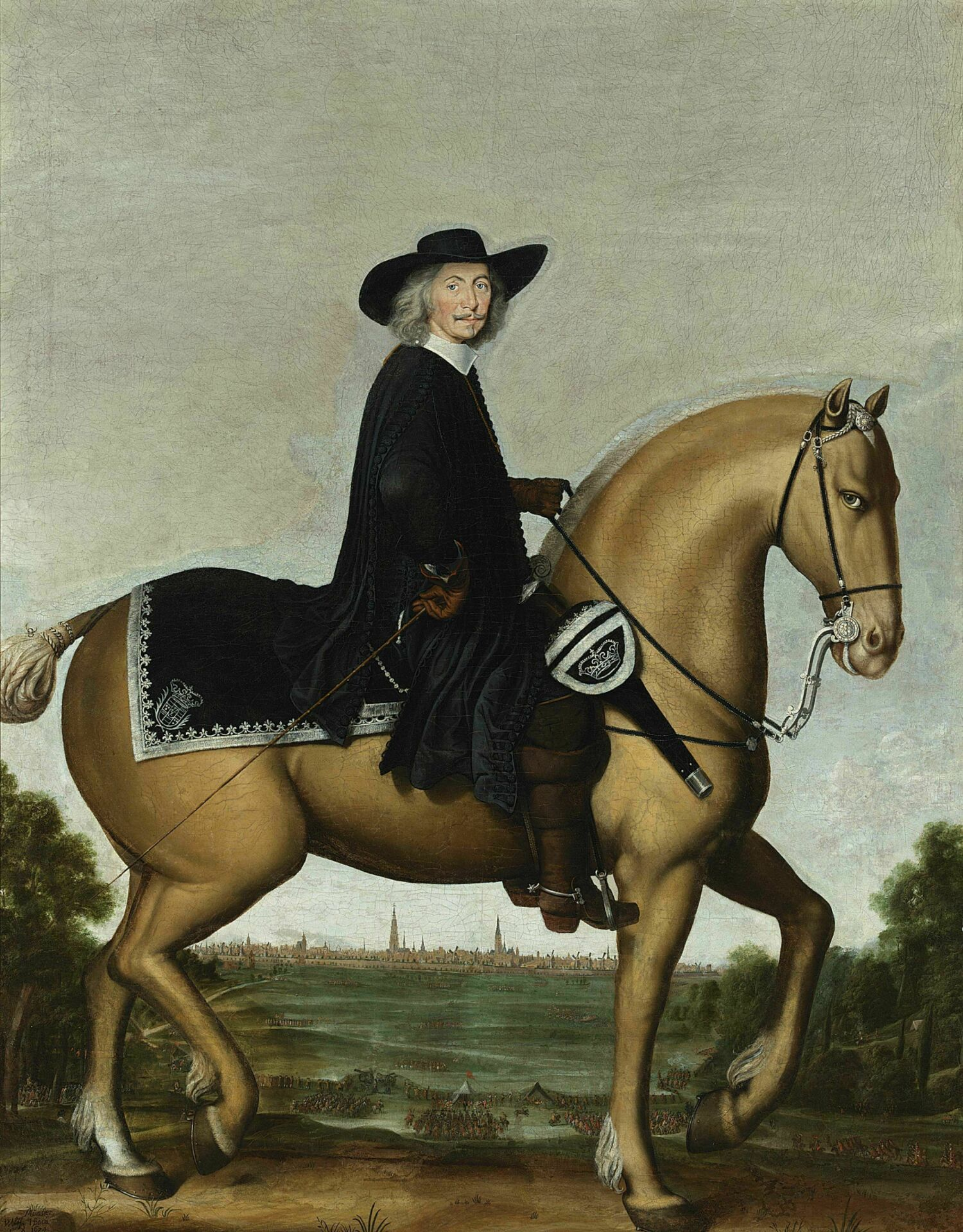
伯恩哈德·凡·加能（英语：Berend van Galen） (1606年–1678年)
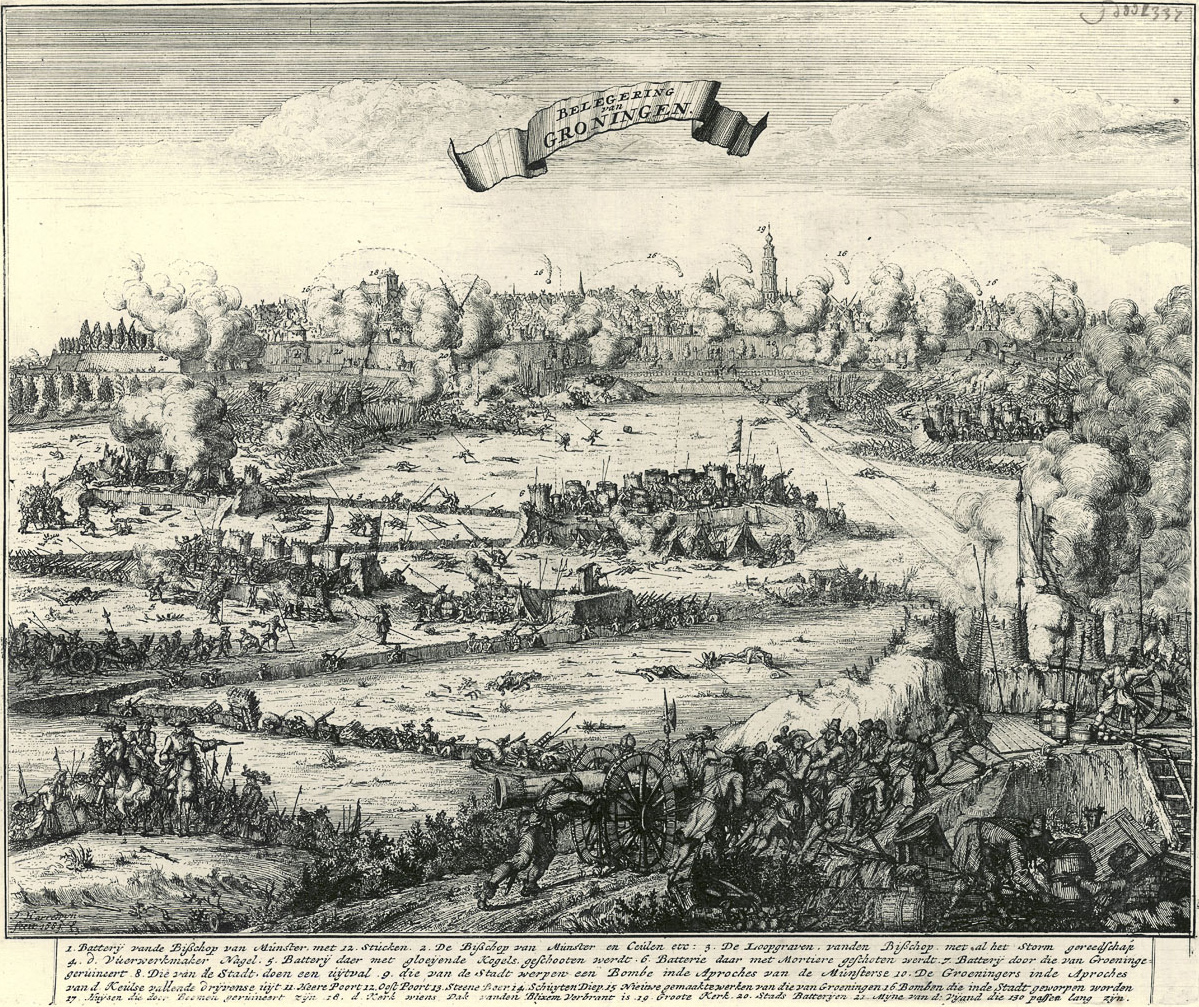
1672年的格羅寧根圍城戰

## 延伸閱讀
- Israel, Jonathan, , Oxford: Clarendon Press, 1995, ISBN 0-19-873072-1

53°13′07″N 6°34′02″E / 53.2186°N 6.5672°E